# Kwabre
Le district de Kwabre est l’un des 21 districts de la Région d'Ashanti. Sa capitale est Mamponteng. Le gouverneur est Alhaji Kwasi Yeboah. L'agriculture est un point important dans le district de Kwabre Est. Environ 55% de la population travaillent dans la production agricole directe, ou dans des activités liées à l'agriculture. 

## Climat et végétation
Le district est situé dans une région climatique humide. La saison sèche commence en novembre et se termine en février. Les principaux types de végétation à Kwabre sont les forêts semi-décidues et les prairies. Tous les types de végétation sont cultivables.